# One Hand Clap
One Hand Clap je tretji studijski album slovenskega elektronskega izvajalca z imenom BeatMyth. Izšel je 4. maja 2017 pri založbi Kamizdat.

## Seznam pesmi
Vse pesmi sta napisala Igor Vuk in Mitja Pritržnik.
| Št. | Naslov                                                     | Dolžina |
| --- | ---------------------------------------------------------- | ------- |
| 1.  | „G Minor‟ (feat. N'toko)                                   | 3:56    |
| 2.  | „I Don't Want to Rule‟                                     | 4:30    |
| 3.  | „Stereo Lies‟                                              | 4:23    |
| 4.  | „Chemical Screams‟ (feat. Nova deViator)                   | 3:08    |
| 5.  | „Flying Kangaroo‟                                          | 3:25    |
| 6.  | „Shi-Lo‟                                                   | 4:15    |
| 7.  | „One Hand Clap‟                                            | 3:41    |
| 8.  | „Your Way Out Feat‟ (feat. N'toko)                         | 3:25    |
| 9.  | „Drop This‟                                                | 4:10    |
| 10. | „Enter Sandman‟ (priredba N'tokove pesmi, BeatMyth remiks) | 4:06    |
| 11. | „Next Door‟ (bonus pesem)                                  | 3:50    |
| 12. | „G Minor‟ (bonus pesem, Nova deViator remiks)              | 6:33    |

## Zasedba
- DJ PlankTon — produkcija, miksanje, aranžmaji, snemanje, mastering
- N'toko — vokal
- Nova deViator
- Boštjan Pirnar — koproducent (pesmi 2, 7, 11)
- Tina Ivezić — oblikovanje
- Luka Prinčič — oblikovanje ovitka